# Calendario de los Juegos Olímpicos de Pieonchang 2018
Los XXIII Juegos Olímpicos de Invierno celebrados en Pieonchang (Corea del Sur) entre el 9 y el 25 de febrero de 2018 incluyeron competiciones en 102 disciplinas de 15 deportes. 
A continuación se detalla el calendario por día de cada final con las respectivas naciones ganadores de medallas (las horas están en horario local: UTC+9).

## Calendario
| 10 de febrero |
| 11 de febrero |
| 12 de febrero |
| 25 de febrero |